# Françoise Hetto
Françoise Hetto, née le 21 mai 1960 à Dudelange (Luxembourg) est une femme politique luxembourgeoise, membre du Parti populaire chrétien-social (CSV).

## Biographie
Né le 21 mai 1960, Françoise Hetto est éducatrice, puis animatrice de radio.
Elle est membre de la Chambre des députés depuis 2013, où elle représente le Parti populaire chrétien-social.

## Décorations
- Grand officier de l'ordre de la Couronne de chêne[2] (promotion 2014, Luxembourg)

## Détail des mandats et fonctions

### Membre de la Chambre des Députés
- Députée depuis le 05/12/2013
- Députée du 08/07/2009 au 22/07/2009
- Députée du 03/08/2004 au 07/06/2009

### Fonctions
- Membre du Parti chrétien social depuis le 16/07/1999
- Membre du groupe politique chrétien-social depuis le 05/12/2013
- Membre de la Commission de l'Economie depuis le 05/12/2013
- Vice-Présidente de la Commission de l'Education nationale, de l'Enfance et de la Jeunesse depuis le 05/12/2013
- Membre de la Commission de la Famille et de l'Intégration depuis le 05/12/2013
- Membre de la Commission de la Santé, de l'Egalité des chances et des Sports depuis le 05/12/2013
- Membre effectif de la Délégation luxembourgeoise auprès de l'Assemblée parlementaire du Conseil de l'Europe (CE) depuis le 05/12/2013
- Membre suppléant de la Délégation luxembourgeoise auprès de l'Assemblée parlementaire de l'Union pour la Méditerranée (APUPM) depuis le 05/12/2013

### Fonctions antérieures
- Ministre de l'Egalité des Chances du 23/07/2009 au 04/12/2013
- Ministre des Classes moyennes et du Tourisme du 23/07/2009 au 04/12/2013
- Ministre du 23/07/2009 au 04/12/2013
- Membre du Groupe politique CSV jusqu'au 22/07/2009
- Vice-Présidente de la Commission de l'Education nationale et de la Formation professionnelle du 02/05/2007 au 07/06/2009
- Membre de la Commission de l'Education nationale et de la Formation professionnelle du 11/10/2005 au 02/05/2007
- Membre de la Commission de la Famille, de l'Egalité des chances et de la Jeunesse du 03/08/2004 au 11/10/2005
- Membre de la Commission de l'Economie, de l'Energie, des Postes et des Sports du 03/08/2004 au 07/06/2009
- Membre de la Commission des Classes moyennes, du Tourisme et du Logement du 03/08/2004 au 07/06/2009

### Mandats communaux et professions
- Bourgmestre, Commune de Junglinster du 13/09/2007 au 22/07/2009
- Echevin, Commune de Junglinster du 07/11/2005 au 12/09/2007
- Conseiller, Commune de Junglinster de 1999 à 2005
- Educatrice graduée, chef de groupe , Fondation de Colnet d'Huart / Croix-Rouge de 1981 à 1993
- Animatrice - Radio et Télé, RTL jusqu'au 02/08/2004